# Čermná (Hradec Králové)
Čermná (Hradec Králové) é uma comuna checa localizada na região de Hradec Králové, distrito de Trutnov‎.